# Aretaios

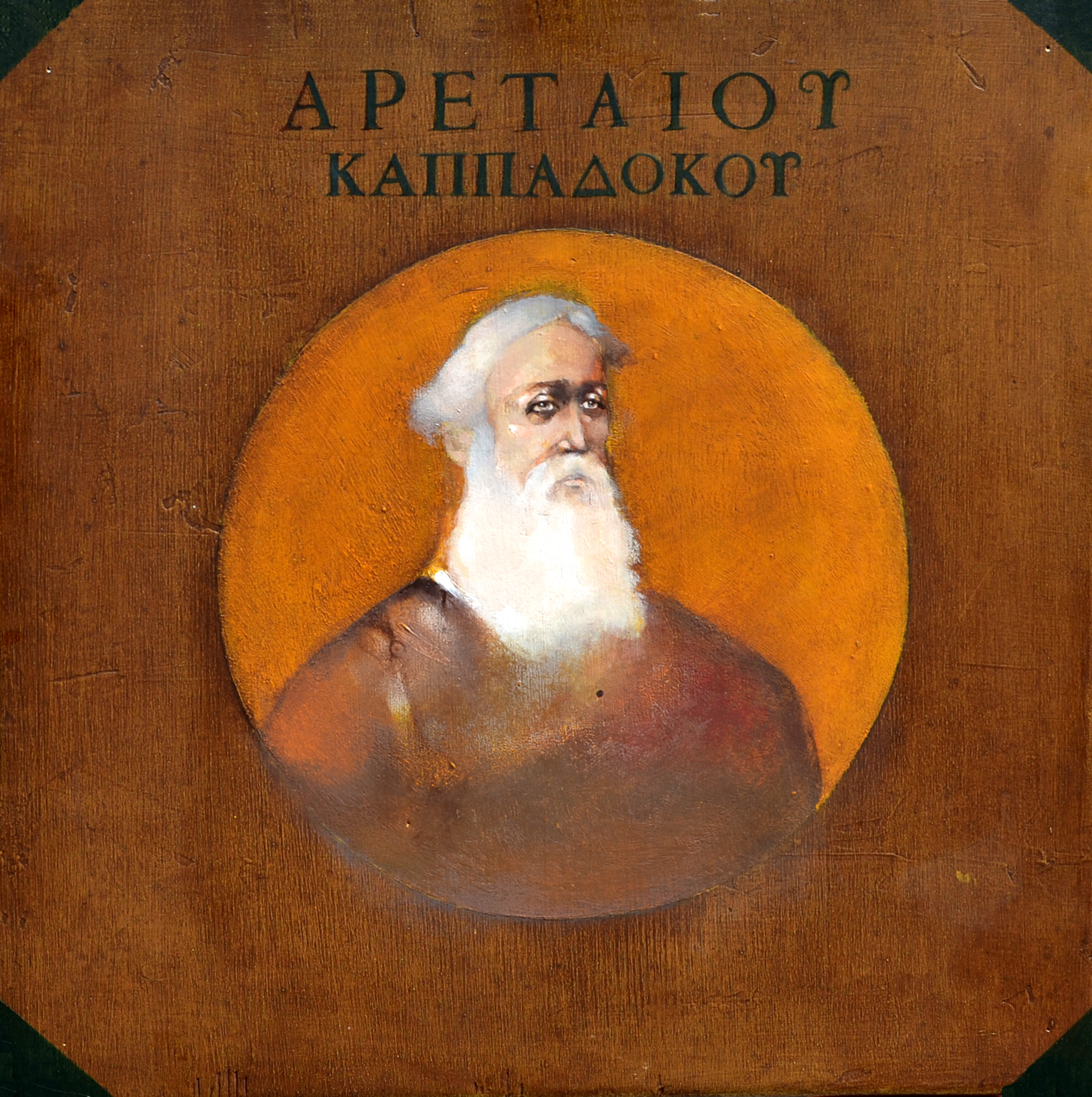
Aretaios

Aretaios (griechisch; lateinisch Aretaeus, Aretäus) (* 80 oder 81 in Kappadokien in Kleinasien; † zwischen 130 und 138 in Alexandria in Ägypten) war  ein griechischer Arzt und Verfasser eines nosologischen Lehrbuchs.

## Leben und Wirken
Aretaios von Kappadokien, genannt auch Aretäus von Apameia, lebte gegen Ende der Regierung Kaiser Hadrians (117–138) in Alexandria. Der Lehre des griechischen Arztes Hippokrates (460–370 v. Chr.) nahestehend, schrieb er ein zweiteiliges, aus acht Büchern bestehendes Kompendium der Heilkunde mit vorbildlichen Krankheitsschilderungen, unter anderem von Rachendiphtherie, Lepra, Lungenentzündung und Lungenschwindsucht, Zöliakie, möglicherweise perityphlitischem Abszess und Tetanus.
Aretaios wird als eklektischer Arzt den Pneumatikern zugerechnet. Dies waren Anhänger einer ärztlichen Richtung der Antike, die im Pneuma (griechisch für „Atem, Hauch“) eine (im humoralpathologischen Sinne) zwischen „Feuer“ und „Luft“ anzusiedelnde Lebenskraft und ein alles durchdringendes Lebensprinzip sahen. Aretaios imitiert sein großes Vorbild Hippokrates, indem er den ionischen Dialekt des Corpus Hippocraticum in anachronistischer Weise in seinen medizinischen Schriften verwendet, die dadurch sowohl für seine damaligen Zeitgenossen schwer zugänglich waren, als sie es für die heutigen Wissenschaftler auch sind.
Während eine Reihe von Werken (darunter die Chirurgie) verloren ging, sind  die acht Bücher über akute und chronische Krankheiten (De causis et signis morborum diuturnorum […]) mit ausführlicher Erörterung von Ätiologie, also der Gesamtheit der Faktoren, die zu einer bestehenden Krankheit geführt haben, über ihre Merkmale und Therapie sowie über Epilepsie, Manie und Diabetes mellitus erhalten geblieben. In ihnen wird ein für diese Zeit ungewöhnliches Mitgefühl für den Kranken deutlich.
Seine Darstellung der Krankheitsbilder galt noch im frühen 19. Jahrhundert als vorbildlich.

## Ausgaben und Übersetzungen
- Karl Hude (Hrsg.): Aretaeus. Edidit Carolus Hude. Leipzig/Berlin 1923 (= Corpus medicorum Graecorum. Band 2); 2. Auflage Berlin 1958.
- A. Mann (Übers.): Die auf uns gekommenen Schriften des Kappadociers Aretaeus, Halle 1858
- Jutta Kollesch, Diethard Nickel: Antike Heilkunst – Ausgewählte Texte, 1994 Philipp Reclam jun., Stuttgart, ISBN 978-3-15-009305-4. Teilübersetzung (Über Ursachen und Zeichen akuter Krankheiten, Buch II, Kap. 1, und Die Therapie bei akuten Krankheiten, Buch II, Kap. 1).